# Ulemosaurus
Az Ulemosaurus az emlősszerűek (Synapsida) osztályának Therapsida rendjébe, ezen belül a Ulemosauridae családjába tartozó nem.
Az Ulemosaurust korábban a Tapinocephalidae családba sorolták, de 2008-ban Ivakhnenko áthelyezte ezt a nemet az Ulemosauridae családba.

## Tudnivalók
Az Ulemosaurus a dinocephalia emlősszerűek egyike volt, amely távoli rokonságban állt a Moschops capensisszal, de az Ulemosaurus 260 millió évvel élt ezelőtt, míg a távoli rokona 5 millió évvel korábban élt, a Tatár Köztársaság területén.
Eddig csak néhány hiányos csontvázat találtak. A koponya igen vastag, a legvastagabb részénél 10 centiméteres. A tudósok szerint az állat növényevő lehetett. De mivel az állkapocs erőteljes felépítésű, egyes paleontológusok ragadozónak tekintik. Az Ulemosaurus, erős állkapocsizmai és metszőfogai segítségével könnyen haraphatott a zsákmányából.

## Rendszerezés
A nembe az alábbi 2 faj tartozik:
- Ulemosaurus gigas (Efremov 1954)[1]
- Ulemosaurus svijagensis Riabinin, 1938 - típusfaj

### Fordítás
- Ez a szócikk részben vagy egészben  az   Ulemosaurus című angol Wikipédia-szócikk ezen változatának fordításán alapul.  Az eredeti cikk szerkesztőit annak laptörténete sorolja fel. Ez a jelzés csupán a megfogalmazás eredetét és a szerzői jogokat jelzi, nem szolgál a cikkben szereplő információk forrásmegjelöléseként.